# فينسينتشينو ألفيس
فينسينتشينو ألفيس (من مواليد 1 أكتوبر 1957) سياسي برازيلي. وقد مثل توكانتينس في مجلس الشيوخ الاتحادي منذ عام 2011. وكان سابقًا نائبًا عن توكانتينس من 2007 إلى 2011. وهو عضو في الحزب الليبرالي.